# Karl von Reding
Karl von Reding (getauft am 1. Dezember 1779 in Schwyz; † 16. März 1853 in Baden; heimatberechtigt in Schwyz und Oberehrendingen) war ein Schweizer Politiker und Richter. Von 1811 bis 1831 war er Regierungsrat des Kantons Aargau. Sein Vater Karl Dominik von Reding gehörte vor ihm ebenfalls der Aargauer Kantonsregierung an.

## Biografie
Sein Bildungsweg ist unklar; möglicherweise besuchte er eine Klosterschule und begann danach mit juristischen Studien. Als in den Wirren der Helvetischen Republik sein Vater Karl Dominik, der ehemalige Landammann, aus politischen Gründen aus Schwyz fliehen musste, siedelte die gesamte Familie nach Baden über. Sohn Karl erhielt 1803 das Bürgerrecht von Oberehrendingen und heiratete im selben Jahr. Über seine Ehefrau Walburga gelangte er in den Besitz des Hauses zum Schwert in Baden, in welchem er ab 1827 eine Gaststätte betreiben liess. Ab 1804 war er Amtsschreiber des Bezirks Baden, danach von 1807 bis 1808 Bezirksrichter sowie von 1807 bis 1811 Amtsstatthalter.
1808 wurde Reding in den Grossen Rat gewählt; dieser wiederum wählte ihn 1811 in die Kantonsregierung, als Nachfolger des verstorbenen Kastor Baldinger. Der Konservative Reding führte das Departement des Innern, blieb aber weiterhin Grossrat und präsidierte diesen 1813/14 (von Gewaltentrennung konnte damals keine Rede sein). Ab 1819 war er zusätzlich Mitglied des Schulrates. In den 1820er Jahren vertrat er den Kanton bei den Verhandlungen über die Neuschaffung des Bistums Basel. Ausserdem war Reding Delegierter bei der eidgenössischen Münzkonferenz in Bern; er wohnte in Sigmaringen auch den Verhandlungen über die Besitzungen des Klosters Muri in Süddeutschland bei.
Nach dem Freiämtersturm wurde Reding 1831 zum Rücktritt aus der Kantonsregierung gezwungen, ein Jahr später gab er auch sein Grossratsmandat auf. In den Jahren 1834/35 und 1840/41 gehörte er vorübergehend wieder dem Kantonsparlament an. Am 13. Januar 1841 war er einer der 19 Parlamentarier, die gegen den Beschluss der Klosteraufhebung stimmten (→ Aargauer Klosterstreit). Reding zog sich endgültig aus der Politik zurück und widmete sich lokalhistorischen Studien.